# فرودگاه بیگ بیر سیتی
فرودگاه بیگ بیر سیتی (به انگلیسی: Big Bear City Airport) یک فرودگاه همگانی بهره‌برداری هوایی با کد یاتا RBF است که یک باند فرود آسفالت دارد و طول باند آن ۱۷۸۳ متر است. این فرودگاه در کشور ایالات متحده آمریکا قرار دارد و در ارتفاع ۲۰۵۸ متری از سطح دریا واقع شده‌است.